# Флувијална површ
Флувијална површ је флувијални ерозивни облик рељефа и један од најзначајнијих елемената флувијалне морфологије. Она представља квалитативно виши облик који се изграђује у далеко одмаклом стадијуму морфолошке еволуције флувијалног рељефа.
Флувијална површ је таласаста зараван нагнута низ речни ток која може имати знатно распрострањење. Обично се може запазити на локалним развођима појединих сливова а оне знатног пространства јављају се у рељефу више речних сливова. 
Њихов постанак резултат је комплексног деловања речне ерозије (координирана и некоординирана ерозија) и субаерских апланационих процеса (разоравање, распадање, спирање, денудација). Због тога је Јован Цвијић оправдано сматрао да оне представљају „сву ону површину земљишта до које је допрла тотална ерозија и денудација”.
Флувијалне површи формирају се у веома дугом временском раздобљу, при трајној стабилности доње ерозивне базе, када су речни токови достигли равнотежни уздужни профил. Речне долине су тада плитке, са благим странама, а локална развођа су им сасвим снижена. Делује само бочна ерозија која ствара широко долинско дно. Усецања нема због чега су субаерска ерозија и денудација у стању да уравне целокупни рељеф слива готово до нивоа равнотежног уздужног профила главне реке. Изграђивање флувијалних површи подразумева потпуну тектонску стабилност. Уколико се јаве тектонски покрети и поремећаји они ометају или сасвим онемогућавају морфолошку еволуцију флувијалних површи. У морфохронолошком погледу од значаја су и за реконтрукцију флувијалног палеорељефа. 

## Фосилне флувијалне површи
Фосилне флувијалне површи спадају у фосилне флувијалне облике. То су облици рељефа који се више не изграђују непосредним деловањем активног флувијалног процеса.
Проучавање фосилних површи започео је Јован Цвијић. Он је ове облике рељефа запазио у јадранско-динарској области и на крајњем јужном ободу Панонског басена.
У јадранско-динарској области издвојио је серију флувијалних површи које су добро морфолошки очуване. То су Кистањска, Личка, Глогова и површ Улобића. У Панонском басену запазио је 4 високе површи које се пењу до динарског развођа. То су Копаоничка, Дробњачка, Златиборска и површ Беле реке.
Фосилне флувијалне површи јужног обода Панонског басена налазе се на високим планинама и више су од Мачкатске површи. Копаоничка површ је највиша међу њима (1 800 m), а везује се за ниво Мачкатске површи (850 m). Највеће распрострањење има на Равном Копаонику где је и најизразитија. Врло је изразита и у изворишном делу реке Ибра. Копаоничка површ је добро очувана јер је усечена у чврстим стенама (гранитима).
Дробњачка или Језерска површ је типски развијена на Језерима, на источној страни Дурмитора, где достиже висину 1420-1600 m. Одговара нивоу површи Метаљке (770 m), а еквивалентна је површи Улобића у јадранско-динарској области. Површ има изглед басена окруженог Дурмитором, Сињајевином, Лисцем и Љубишњом. На истоку је засечена кањоном Таре, док се на западу дижу стрме стране Дурмитора, високе 600-1000 m. Скоро у целини је прекривена глацијалним материјалом и има заталасан изглед. 
Златиборска површ је нижа од Дробњачке, а везује се за ниво Брезовачке површи. Рашчлањена је долинама река које припадају сливовима Рибнице и Рзава. Названа је по Златибору, планини на којој је најбоље морфолошки изражена. Најравнија и морфолошки најизразитија је око села Јабланице и Бача, где је у њој Ибар дубоко усечен. 
Површ Беле реке добила је име по Белој реци у чијем је сливу, на Златибору најбоље морфолошки изражена. Пружа се са обе стране кањонске долине ове реке у виду заталасане заравни све до испод Бријача и Чиготе у њеном залеђу. Површ Беле реке је најнижа фосилна флувијална површ на ободу Панонског басена. Усечена је у вишу Златиборску површ, а одговара Качерској површи (410-420 m).